# カルロ・ガンビーノ
カルロ・ガンビーノ（Carlo "Don Carlo" Gambino, 1902年8月24日 - 1976年10月15日）は、アメリカのイタリア系マフィア（コーサ・ノストラ）のボス。ニューヨークの五大ファミリーの1つ、ガンビーノファミリーのボスとして、1960年代から1970年代にかけてマフィア社会に絶大な影響力をもった。ボス外交や策略に長け、五大ファミリーをリードした。マフィアの全国委員会の議長をつとめた。シチリア島パレルモ出身。

## 生涯

### 密輸ギャング
シチリア島パレルモのカッカモに生まれ育った。マフィアの家系で父親トーマスもマフィアだった。1921年11月、一家で渡米し、バージニア州ノーフォークに密入国した。既にアメリカで生活していた親戚のカステラーノ家を頼り、ニューヨークのブルックリンに住み着いた。カステラーノ家やマソット家とは親類同士で、サルヴァトーレ・マソット率いるマフィア派閥に参加した。マソットはパレルモ系ボスのサルヴァトーレ・トト・ダキーラファミリーのカポ（幹部）で、ガンビーノ家・カステラーノ家を包含してダキーラファミリーの最大派閥を形成した。禁酒法時代、この派閥は酒の密輸に精を出し、ガンビーノも密輸トラックを運転するなど手伝った。1926年、カステラーノ家のカタリーネと結婚した（三男一女をもうける）。結婚時の職業は「肉屋」だった。
やがて弟ポールと酒の密造を始めた。ニュージャージーの工場で粗悪なアルコール原料を使った混成酒を大量製造し、ブルックリンの貯蔵庫に移して闇市で売りさばいた。1930年代にかけて数十人体制のオペレーションに拡大した。財務省のアルコール取締局ATUからマークされ、「ガンビーノ・アウトフィット」と呼ばれた。1930年11月、マサチューセッツで闇賭博で逮捕され、1934年10月酒の脱税で逮捕されたが、いずれも無罪となった 。
マソット派閥は、1928年10月のダキーラの死に伴い、ジョー・マッセリアに服従したが、1930年のカステランマレーゼ戦争の途中マッセリアから離反し、戦争後は、ヴィンセント・マンガーノをボスに担ぎ上げた。サルヴァトーレ・マソットは1930年代に引退し（シチリア帰国）、フランク・カステラーノ、次いでカルロ・ガンビーノに家門の長が継がれた。

### 闇市の帝王
1933年の禁酒法撤廃後も酒ビジネスを続けた。1937年7月、ガンビーノ兄弟率いる密輸組織が摘発され、総勢42人が捕まった時、「禁酒法撤廃以来最大の密輸ギャングの摘発」と報じられた。1939年の再逮捕で22ヶ月の禁固刑と2500ドルの罰金を言い渡されたが、8か月後に無罪放免された。
1930年後半、別人に成りすましてシチリアの金融機関の知人と巨額の相場投機を行っていた。
酒の密売で稼いだ資金でレストランを買収し、裏稼業の隠れ蓑とした。同性愛者が大っぴらに振舞えないのに目を付けゲイ・バーを開店した。やがて、金稼ぎの良さを認められて正式に一家のカポに昇格した。第二次世界大戦中、配給制のフードスタンプに目を付け価格統制局OPAから盗み出して闇市で売りさばいた。ＯＰＡがフードスタンプを銀行に隠すとＯＰＡ職員を買収して安値で買い上げ、転売して更に稼いだ。

### 権力闘争とボス就任
1951年4月、マンガーノが行方不明になり、副ボスのアルバート・アナスタシアがボスになった。アナスタシアは、五大ファミリーのボスの1人で盟友のフランク・コステロとタッグを組んで独裁的に振る舞うようになり、ファミリー内外で軋轢を起こした。フランク・スカリーチェを副ボスに据えたが、1957年6月17日暗殺され、ガンビーノを副ボスに据えた。副ボス就任は、ガンビーノが性格的におとなしく地位を脅かされる心配がない安全パイと見られたためと言われた。
1957年5月、コステロが銃撃されてボス辞任に追い込まれた。アナスタシアは、コステロの長年のライバル、ヴィト・ジェノヴェーゼのボス就任を阻止すべく五大ファミリーの他のボスに働きかけたが、ジェノヴェーゼはボスの1人でガンビーノとも親しいトーマス・ルッケーゼを味方につけ、アナスタシア包囲網を敷いた。1957年10月25日、アナスタシアはパークシェラトンの理髪店で暗殺され、すぐガンビーノがボスに取って代わった。暗殺はジェノヴェーゼとガンビーノの共謀というのが定説で、暗殺犯の手配に古参のジョー・ビオンドやジョゼフ・リコボノが動いたと信じられている。アナスタシアがマフィアのキューバ利権を侵犯したとの理由でコミッション指令により粛清されたとする粛清説や、スカリーチェ兄弟を殺したことで一家内のシチリア派閥が報復に動いたという復讐説もある。
ガンビーノは、ビオンドを副ボスに、ジョゼフ・リコボノを相談役に据え、弟のポールをカポに昇進させるなど一家の中核をシチリア-パレルモ派閥で固め、アナスタシアのカラブリア派閥を排除した。一家内部はしばらく極度に緊迫した空気に包まれ、ジェノヴェーゼやガンビーノに復讐しようとする動きもあったとされる。
1957年11月14日、全米マフィアのアパラチン会議に参加し、同行したリコボノやカポのアーマンド・ラヴァらと共に警察に拘束された。

### ボス外交
ジョゼフ・ボナンノージョゼフ・プロファチの同盟関係に対抗し、ルッケーゼとの連携を強化した（1962年息子トーマスがルッケーゼの娘と結婚）。1962年初め五大ファミリー代表が参集したコミッションの場で、ガンビーノは、1959年よりギャロ兄弟と内部抗争を続けていたプロファチに対し、ボスを引退するよう迫ったが、ボナンノの猛反対で阻まれた。一説に、ギャロと密かに通じプロファチへの造反を煽ったのはガンビーノとされる。1962年6月、プロファチが病死すると、1920年代からのプロファチの盟友で副ボスのジョセフ・マリオッコがボスを継いだが、ガンビーノはギャロの問題を解決していないと難癖をつけ、さらにマリオッコがガンビーノ、ルッケーゼ、ステファノ・マガディーノの暗殺を企てたとして釈明を求めた。1963年8月、アトランティックシティでのコミッションで、マリオッコはボス辞任を余儀なくされた。1964年1月、ガンビーノは精肉業で顔見知りだったジョゼフ・コロンボを旧プロファチ一家の新たなボスに推薦し、コミッションで認められた。
ガンビーノらは、マリオッコが糾弾されたのと期を同じくして、ガンビーノ暗殺未遂計画の背後にボナンノがいたとしてボナンノにもコミッションの場で釈明するよう求めたが、1963年12月頃、ボナンノはファミリーのオペレーションを息子ビルに委ねて雲隠れした。その後ボナンノ一家は内輪もめで分裂して抗争する（バナナ戦争）が、ガンビーノの陰謀ではないかと噂された。1968年までに、ボナンノを引退に追い込んだ。
フィラデルフィアのマフィアボスに仲間のアンジェロ・ブルーノを据え、ニューイングランドのボスのレイモンド・パトリアルカと緊密な関係を築いた。その後も全方位のマフィア外交を展開し、五大ファミリーをリードした。
一家内ではビオンドを副ボスに据えていたが、1963年までにアナスタシア忠誠派カポ3人のうちアーマンド・ラヴァとジョニー・ロビトットを粛清し、アニエロ・デラクローチェを1965年頃、副ボスに抜擢した。アナスタシア暗殺以来一家内でくすぶる不穏分子を懐柔する役目と監視する役目の両方を人望の厚いデラクローチェに任せ、ファミリーの分裂を防いだ。

### ニューヨークファミリーの頂点
1955年から1965年の間、労働コンサルタント事務所に籍を置いた（ガンビーノが隠れオーナーの1人と発覚すると事務所は閉鎖された）。1966年9月、クイーンズのレストランLa Stellaで開かれたコミッションが警察に探知され、出席していたマフィア全員が拘束された。ガンビーノ以下、マイク・ミランダ、トーマス・エボリ、アニエロ・デラクローチェ、ジョゼフ・コロンボ、カルロス・マルセロ、サント・トラフィカンテ（ジュニア）らが集まっていた。1968年7月、アンジェロ・ブルーノ、コロンボ、トーマス・マソット（サルヴァトーレの息子）、ヴィンセント・アロなどと食事会議を開き、警察に一時拘束された。1970年3月、妻と街を歩いている時警察に拿捕され、現金輸送車300万ドル強奪事件の首謀者として起訴されたが病気により審理猶予となった。1967年に密入国を理由に国外追放宣告を受け、裁判で争っていたが、1971年11月病気などの理由で無期限の滞在を許された。
1960年代から1970年代にかけてファミリーは拡大を続け、ガンビーノの裏社会における影響力はピークに達した。1967年病死したルッケーゼの後継ぎに傀儡カーマイン・トラムンティを据え、ルッケーゼ一家も支配下に置いた。ルッケーゼの縄張りだったチームスターの組合支部ローカル295を受け継ぎ、マンハッタンのガーメント地区に地盤を固めた。ジェノヴェーゼ一家については、ジェノヴェーゼの死後ボス代行となっていたトーマス・エボリを1972年に暗殺し、後釜に盟友のフランク・ティエリを据えた。
コロンボがイタリア系アメリカ人公民権同盟を組織して政治運動を始め、当初は目立たなかったが、運動が巨大化し世間の注目を浴びるとマフィア勢から顰蹙を買い、ガンビーノも派手な行動を控えるよう警告したとされるが、コロンボは運動の成功に気をよくして雑誌やTVを通じて政治家のように振る舞いだした。1971年6月28日、コロンバスサークルでの大集会でコロンボは写真ジャーナリストを装った黒人に狙撃された(一命を取り留めたが重度の脳性まひで病院から出られないまま1978年に死亡）。黒人は狙撃直後コロンボのボディーガードに取り押さえられている時に群衆の中から突然現れた男に背後から射殺された（男は逃亡）。警察やFBIは、黒人がガンビーノ一家関係者とつながりがあったことを突き止め、ガンビーノ一家の動きを監視したが、ガンビーノ自身も警察やFBIにマークされ尋問された。その後コロンボ一家はギャロ派と再び抗争状態に入るが、一説に、ガンビーノは当時出所したばかりのジョーイ・ギャロにコロンボ襲撃の罪を被せてコロンボ派と戦わせた。

### 晩年
1972年5月、甥のエマニュエル・マニー・ガンビーノが誘拐され殺害されると、デラクローチェ配下のジョン・ゴッティらを使って主犯と見られたアイルランド系のマクブラットニーを暗殺した。晩年は老齢ギャングの通弊として麻薬取引を嫌っていたが、新しいビジネスには積極的で、金儲けのできる仕事は何でも採用したと言われる。
1971年に妻を癌で亡くして以降体調を崩し、1976年に心臓病により自宅で死去した。死ぬ1年近く前に実質的なボスの座をいとこのポール・カステラーノに譲っていた。その当時デラクローチェは脱税で刑務所に入っていた。クイーンズ区のセント・ジョーンズ墓地に埋葬された。葬儀には数百人が参列した。
ガンビーノは死の直前、後継ボスとして一家内で最大の勢力を誇る副ボスのデラクローチェではなく、カステラーノを指名した。その時点では分からないことであったが、10年後にデラクローチェの後を継いだジョン・ゴッティによってカステラーノは暗殺され、一家の運命は下降線をたどることになった。

## エピソード
- 小柄で地味な服装、唯一鷲鼻が特徴的な物静かな男で、上品に話した[14]。生活はつつましく家庭を大事にした[2]。プレーボーイの甥のマニーが愛人を作った時、「浮気はいいが離婚はだめ」とマニーの離婚を認めなかった。
- リトルイタリーなど庶民的な雑踏を散策するのが趣味で、ボディーガードを付けずに気ままに買い物をした[3][34]。
- 1930年のカステランマレーゼ戦争では、マランツァーノ派のターゲットになっていた。弟のポールが本人と間違えられて襲撃されかかった。この頃すでに裏社会では名が知られていた[4]。
- 1958年、フランク・コステロ、マイヤー・ランスキー、トーマス・ルッケーゼらと共謀して偽証人を仕立ててジェノヴェーゼを麻薬の罪で監獄送りにしたという説がある[34]。ジェノヴェーゼを監獄に追いやった同じ麻薬犯の証言でニューヨークの複数ファミリーの多くのメンバーが監獄送りになっており、陰謀説は眉唾視されている。
- ジョセフ・ボナンノはガンビーノのことを自著の中で「リスのような弱虫で（当時のボスの）アルバート・アナスタシアに殴打されかかっても薄ら笑いを浮かべていた」と中傷している[3][34]。柔和でひ弱そうな外見から当時ボスになることを信じた者はいなかったという。
- 1948年、ポール・カステラーノと共にパレルモに飛び、ラッキー・ルチアーノとヘロイン密輸を打ち合わせシチリアの密輸ルートを確立したと、連邦麻薬捜査局FBNにみられていた[注釈 10]。
- ブルックリンとロングアイランドに家を所有し、大半はブルックリンに住んだ。マイアミにも別荘を保有した[14]。
- 1960年代初めからFBIの盗聴攻勢に悩まされたが、やがて盗聴されながら仕事の会話をする術を身につけた[37]。その結果、FBIはほとんどガンビーノたちの会話を聞き取れなくなった。1966年頃、警察や移民局の追及を避けるためフロリダに一時退避した。
- 1967年8月2日、ラスベガスのデザート・インに現れ、フランク・シナトラ、サミー・デイヴィスJr.、ディーン・マーティンらのショーをVIPラウンジで堪能した後、彼ら1人1人に1万ドル配ったという。
- ガンビーノ一家内で麻薬取引をしている者はいたが、ガンビーノ自身は麻薬ビジネスには反対していたという。シチリアのマフィア、アンジェロ・ラ・バルベーラがアメリカにヘロインを持ち込もうとしたときには「私はおまえを尊敬してるし大事に思っている。しかし、アメリカに麻薬を持ち込むのなら殺さなければならないだろう」とメッセージを送っている[注釈 11]。
- 1972年、イタリアの墓地からニューヨークに移されたルチアーノの埋葬式にニューヨークマフィアでは唯一参列し追悼スピーチをしたとされる[38][39]。
- 1974年10月[注釈 12]、酒乱癖のあるコロンボ一家の「ミミ」ことドミニク・シャロ（カーマインとも）がイタリアンレストランで偶然ガンビーノと居合わせ、大声で罵声を浴びせた。仲間が彼を引きはがすまでずっと罵っていた。ガンビーノは取り乱さず一言も言葉を発しなかったが、後日ブルックリンのオットーソーシャルクラブで体全部がコンクリート床に埋められたシャロの死体が発見された[37]。もっとも、シャロは凶暴な性格で、上司に対しても乱暴な口を利くなど素行が悪かったため、内部粛清の可能性もある。
- 晩年当局によって不法入国を理由にアメリカを追放されそうになったが、これを差し止めるため上院議員に毎年2万5千ドル払っていたという。
- NYPD警部のガンビーノ評：「トラブルが過ぎ去るまで死に体を装う狡猾さ[注釈 13]」。
- フランク・シナトラ と交流があった[40][41]。